# La Morale des échecs
La Morale des échecs (en anglais : The Morals of Chess) est un essai sur le jeu d’échecs écrit par l’Américain Benjamin Franklin. Il a d’abord été publié dans le Columbian Magazine en décembre 1786.
Benjamin Franklin, un des pères fondateurs des États-Unis d’Amérique, était aussi un joueur d’échecs. Il jouait depuis 1733, et il était manifestement un joueur de bon niveau même s’il n’a jamais atteint les sommets.

## Contenu de l'ouvrage
Il esquisse les premiers jets de son essai dès 1732, mais il ne le publiera pas avant 1786. Après un court prologue dans lequel il détaille l’histoire des échecs, il entre dans le vif du sujet de son essai, « à la manière des sermons des prêtres du Moyen Âge. » Il compare le jeu d’échecs à la vie. La prévoyance, la circonspection et l’attention peuvent être appris à partir de ce jeu. Il décrit ensuite les effets que les échecs peuvent avoir sur la perception de la vie et énonce une série de règles morales que le joueur d’échecs devrait tenir, incluant le fait de ne pas tricher et de ne pas perturber l’adversaire. Benjamin Franklin suggère que l’adversaire doit être tenu au courant des erreurs qu’il fait par exemple s’il est sur le point de perdre une pièce.

## Portée de l'ouvrage
Cet essai est l’un des premiers textes à propos du jeu d’échecs publiés aux États-Unis d’Amérique. Il est mentionné les dans le premier livre relatif aux échecs publiés dans la Russie tsariste en 1791. Il est encore aujourd’hui largement reproduit, notamment sur Internet.
En 1999, Benjamin Franklin a été introduit dans le panthéon des célébrités des échecs américains (Hall of Fame).

## Sources
- Benjamin Franklin Papers, vol. 29 : March 1, 1779, through June 30, 1779, Yale University Press (lire en ligne), « The Morals of Chess », p. 750